# Campionato polacco maschile di pallanuoto
Il campionato polacco maschile di pallanuoto è l'insieme dei tornei pallanuotistici maschili nazionali istituiti dal Comitato autonomo di pallanuoto (Autonomiczny Komitet Piłky Wodnej) della Polski Związek Pływacki, la federnuoto polacca.
Il campionato si disputa annualmente dal 1925 e il club più titolato della storia è lo Stilon Gorzów, campione di Polonia per 15 volte.

## Campionato nazionale
Partecipano al campionato un numero variabile di squadre, che affrontano due gironi all'italiana con gare di andata e ritorno, al termine del quale viene assegnato il titolo nazionale. Si assegnano i canonici tre punti a vittoria e zero a sconfitta, mentre in caso di pareggio si procede ai tiri di rigore senza passare dai tempi supplementari, al termine dei quali la squadra vincitrice somma due punti, e la squadra sconfitta uno.

## Albo d'oro
- 1925:  Jutrzenka Cracovia
- 1926:  Jutrzenka Cracovia
- 1927:  Jutrzenka Cracovia
- 1928:  Maccabi Cracovia
- 1929:  Maccabi Cracovia
- 1930:  Maccabi Cracovia
- 1931:  Maccabi Cracovia
- 1932:  Maccabi Cracovia
- 1933:  Katowice
- 1934:  Katowice
- 1935:  Katowice
- 1936:  Katowice
- 1937:  Katowice
- 1938:  Gisowiec
- 1939:  Gisowiec
- 1940-1945: non disputato
- 1946:  Ostrowiec
- 1947:  Polonia Bytom
- 1948:  Ostrowiec
- 1949:  Elektryczność Varsavia
- 1950:  Polonia Bytom
- 1951: non disputato
- 1952:  OWKS Cracovia
- 1953:  Legia Varsavia
- 1954:  Legia Varsavia
- 1955:  Legia Varsavia
- 1956:  Legia Varsavia
- 1957:  Legia Varsavia
- 1958:  Legia Varsavia
- 1959:  Polonia Bytom
- 1960:  Legia Varsavia
- 1961:  Legia Varsavia
- 1962:  Legia Varsavia
- 1963:  Legia Varsavia
- 1964:  Polonia Bytom
- 1965:  Legia Varsavia
- 1966:  Arkonia Stettino

- 1967:  Arkonia Stettino
- 1968:  Arkonia Stettino
- 1969:  Arkonia Stettino
- 1970:  Arkonia Stettino
- 1971:  Arkonia Stettino
- 1972:  Ostrowiec
- 1973:  Ostrowiec
- 1974:  Arkonia Stettino
- 1975:  Arkonia Stettino
- 1976:  Arkonia Stettino
- 1977:  Stilon Gorzów
- 1978:  Stilon Gorzów
- 1979:  Arkonia Stettino
- 1980:  Stilon Gorzów
- 1981:  Stilon Gorzów
- 1982:  Stilon Gorzów
- 1983:  Stilon Gorzów
- 1984:  Stilon Gorzów
- 1985:  Stilon Gorzów
- 1986:  Stilon Gorzów
- 1987:  Stilon Gorzów
- 1988:  Stilon Gorzów
- 1989:  Stilon Gorzów
- 1990:  Stilon Gorzów
- 1991:  Stilon Gorzów
- 1992:  Anilana Łódź
- 1993:  Anilana Łódź
- 1994:  Ostrowiec
- 1995:  Ostrowiec
- 1996:  Stilon Gorzów
- 1997:  Ostrowiec
- 1998:  Ostrowiec
- 1999:  Anilana Łódź
- 2000:  Anilana Łódź
- 2001:  Ostrowiec
- 2002:  ŁSTW Łódź
- 2003:  ŁSTW Łódź

- 2004:  ŁSTW Łódź
- 2005:  ŁSTW Łódź
- 2006:  ŁSTW Łódź
- 2007:  ŁSTW Łódź
- 2008:  Arkonia Stettino
- 2009:  ŁSTW Łódź
- 2010:  ŁSTW Łódź
- 2011:  ŁSTW Łódź
- 2012:  Arkonia Stettino
- 2013:  ŁSTW Łódź
- 2014:  ŁSTW Łódź
- 2015:  ŁSTW Łódź
- 2016:  Arkonia Stettino
- 2017:  ŁSTW Łódź
- 2018:  ŁSTW Łódź
- 2019:  ŁSTW Łódź
- 2020:  Polonia Bytom
- 2021:  Uniwersytet Warszawski
- 2022:  ŁSTW Łódź
- 2023:  Uniwersytet Warszawski
- 2024:  Uniwersytet Warszawski
- 2025:  Uniwersytet Warszawski

## Vittorie per squadra
| Pos. | Squadra                 | Vittorie |
| ---- | ----------------------- | -------- |
| 1    | ŁSTW Łódź/ Anilana Łódź | 16       |
| 2    | Stilon Gorzów           | 15       |
| 3    | Arkonia Stettino        | 13       |
| 3    | Legia Varsavia          | 11       |
| 5    | Ostrowiec               | 9        |
| 6    | Katowice                | 5        |
| 6    | Maccabi Cracovia        | 5        |
| 6    | Polonia Bytom           | 5        |
| 9    | Uniwersytet Warszawski  | 4        |
| 10   | Jutrzenka Cracovia      | 3        |
| 11   | Gisowiec                | 2        |
| 12   | Elektryczność Varsavia  | 1        |
| 12   | OWKS Cracovia           | 1        |